# فن مسيحي

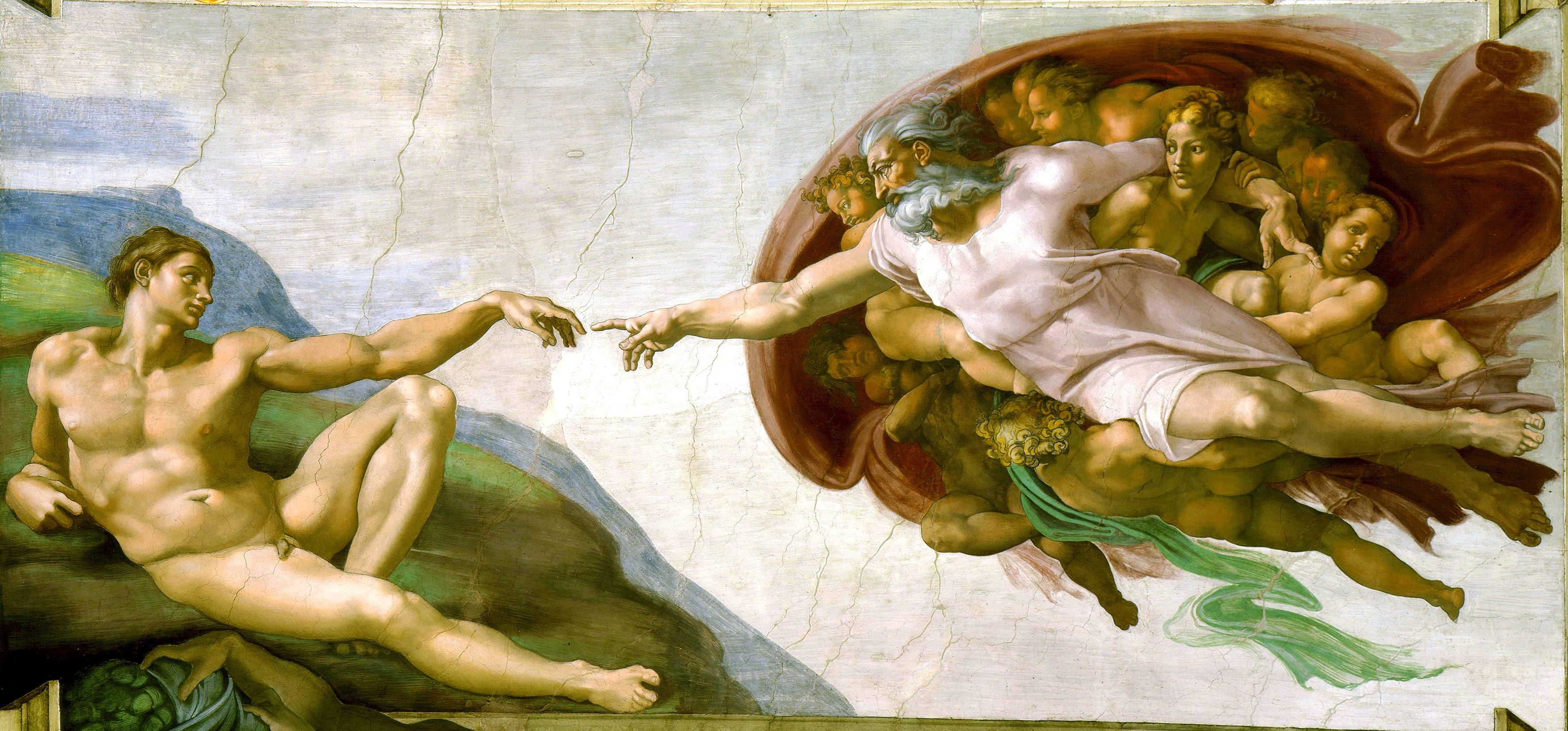
خلق آدم: أشهر أيقونات ميكيلانجيلو تزين سقف كنيسة سيستين في الفاتيكان وتعتبر قمة الفن الغربي.

يصف الفن المسيحي الفنون البصرية ذات المواضيع والتأثيرات المسيحية منذ العصور القديمة حتى الوقت الحاضر. كان للمسيحية بشكل عام وللكنيسة الكاثوليكية بشكل خاص دور في تطوير وتألق الفن الغربي. ويتألف هذا من جميع المصنفات المرئية المنتجة في محاولة لتوضيح تعاليم المسيحية الدينية. ويشمل هذا الرسم والنحت والفسيفساء، صنع الأدوات المعدنية، التطريز، الايقونات وحتى العمارة. وقد لعبت الكاثوليكية والأرثوذكسية دورًا بارزا في تاريخ وتطور الفن الغربي منذ القرن الرابع على الأقل. ومن المواضيع الرئيسية التي استلهمت في أعمال الفن المسيحي حياة يسوع المسيح، جنبا إلى جنب حياة تلاميذه، والقديسين، وأحداث من العهد القديم.

## تاريخ
من أوائل الفنون المسيحية التي ما زالت واضحة العيان هي اللوحات الجدارية التي رسمت على جدران المنازل وسراديب الموتى أثناء اضطهاد المسيحيين أيام الامبراطورية الرومانية. والتوابيت الحجرية التي صنعها الرومان المسيحيين حوت تماثيل منحوتة تصور يسوع ومريم وشخصيات توراتية أخرى.

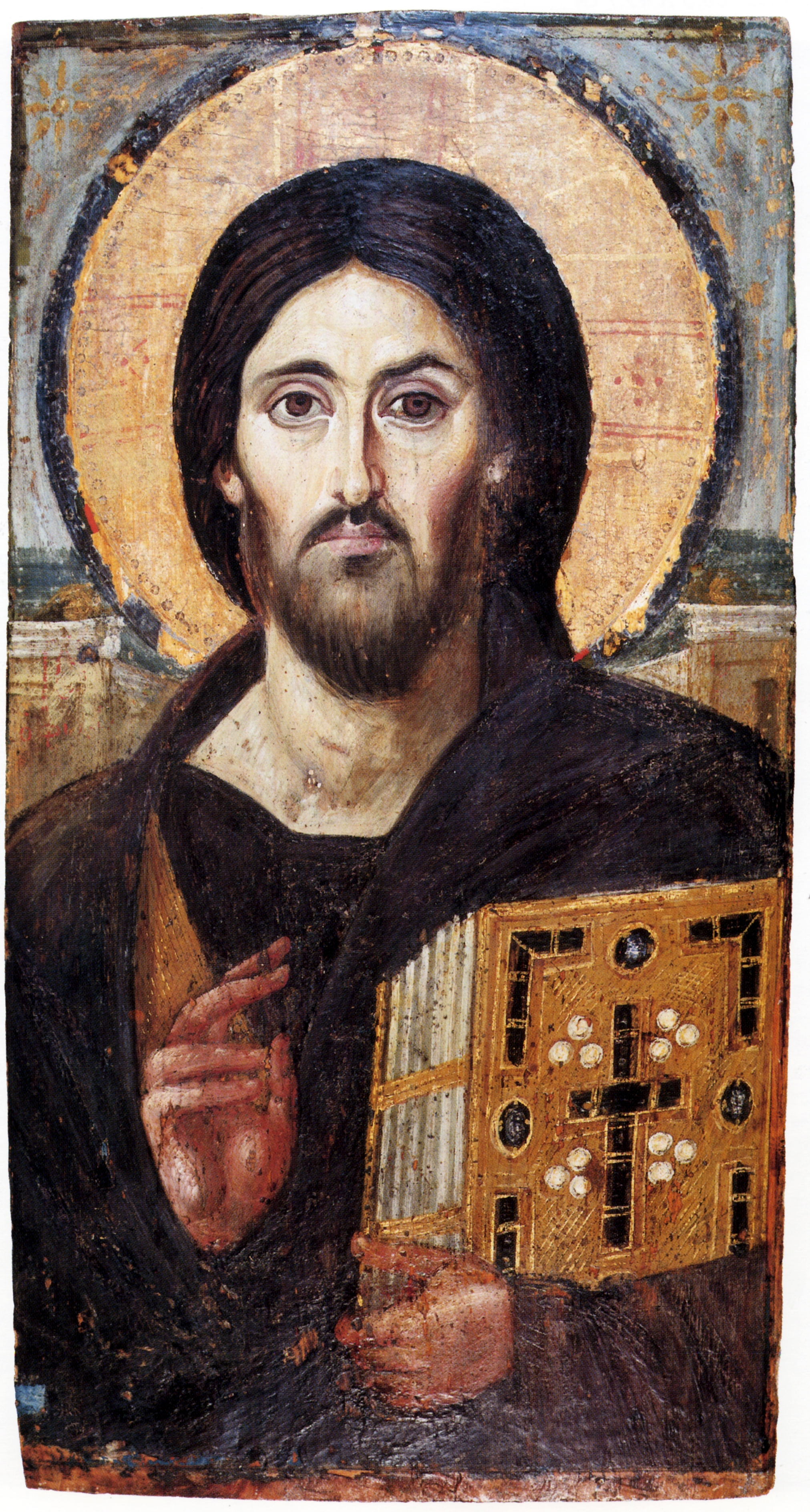
أيقونة أرثوذكسية ليسوع المسيح وتعتبر إحدى أهم أيقونات المسيحية الشرقية.

عقب نهاية الاضطهاد اعتمد الفن المسيحي أشكال أكثر ثراًء مثل الفسيفساء والمخطوطات المزخرفة. وقد اختلف موقف الكنائس المسيحية الشرقية والغربية تجاه الفنون خاصة تجاه مسألة التماثيل داخل الكنائس، فعلى حين رفضت كنائس القسطنطينية وأنطاكية والإسكندرية ذلك وطورت فنها الخاص خاصًة فن الايقونات، فقد سمحت بها الكنيسة الكاثوليكية في روما وما يتبعها من كنائس في الغرب الأوروبي، وذلك عبر استغلال الفن المسيحي الذي شيد التماثيل ذات الدلالة الدينية المسيحية، والتي استخدمت أيضاً في نشر الدين الجديد في أوساط الغرب الأوروبي الذي يعاني من الجهل بالقراءة والكتابة، وهكذا تم استغلال التماثيل المسيحية من أجل هدف تعليمي وتثقيفي بحت.

### المسيحية الشرقية
اتبعت الكنائس المسيحية الشرقية مسار مختلف في الفنون، إذ تطور فن الايقونات خاصة في القسطنطينية وفي ظل الامبراطورية البيزنطية والتي كانت مزيجاً من الثقافة الكلاسيكية وتعاليم المسيحية، فلم تصبح مركزًا دينيًا للمسيحية الأرثوذكسية الشرقية، بل ومركزًا حضاريًا وفنيًا ومتحفًا واسعًا للفن المسيحي البيزنطي. تطور فن موزاييك والفسيفساء من الرخام أو الزجاج وزخرفة المخطوطات، وانقسم الفن البيزنطي إلى ثلاث مراحل مختلفة: المرحلة الأولى يطلق عليها مؤرخو الفنون اسم العصر الذهبي، أي من أول حكم الإمبراطور جستنيان حتى الثورة على الأيقونات، أما العصر الذهبي الثاني فيبدأ منذ العام 867-1204، أي خلال عصر الأسرة المقدونية نشأت فنون أخرى بعيداً عن السلطات الرسمية أو الدينية كتلوين الزجاج مع أوراق الذهب والفضة والمرمر فضلاً عن الأحجار الكريمة، وفي أسرة آل كومنينوس تطورت الأشكال الفنية، ونشأت في ظل هذه الأسرة حركة إحياء فنية استمرت حتى نهاية العهد البيزنطي، وتجلى ذلك عبر نشاط ملحوظ في تشييد الكنائس وزخرفتها، والاعتماد على تصاوير وجداريات منبثقة من كتابات العهد الجديد. والمرحلة الثالثة هي مرحلة العصر المتأخر تحت حكم آل باليولوغس 1261-1453 فقد انتشر الفن المسيحي البيزنطي في عهد أسرة باليولوغس حتى وصل إلى روسيا وإلى يوغوسلافيا ورومانيا. وفي عهد الأسرة كان طابع الفن البيزنطي قصصي أكثر منه فناً صريحاً.
عقب سقوط القسطنطينية انتقل مركز فن الايقونات إلى روسيا والتي طورت اساليب جديدة في فن الايقونات، ولا تزال روسيا حتى اليوم مركز للايقونات الشرقية. ونتيجة للضغوطات التي مارسها العثمانيون وحضاراتهم المتكررة للقسطنطينية، ونتيجة أيضاً لظهور النهضة الإيطالية في الغرب الأوروبي، والتصورات الجديدة للفنانين الإيطاليين، هاجر العديد من الفنانين والمثقفين البيزنطيين ومن المؤكد أنهم أسهموا أيضاً -بما يحملونه من تراث فكري عميق- في بزوغ النهضة الإيطالية.
كذلك طوّرت الكنائس الأرثوذكسية المشرقية فنونها الخاصة التي ارتبطت بهويتها ففي الكنيسة القبطية عرفت في التصوير الجداري وفن الزخرفة القبطية كذلك الأمر بالنسبة كنيسة التوحيد الأرثوذكسية الإثيوبية التي طورت فن أفريقي مسيحي فريد. وطورت أيضًا كنيسة مالانكارا في الهند فن ذات عناصر هندية وسريانية.

### الإصلاح البروتستانتي وعصر النهضة

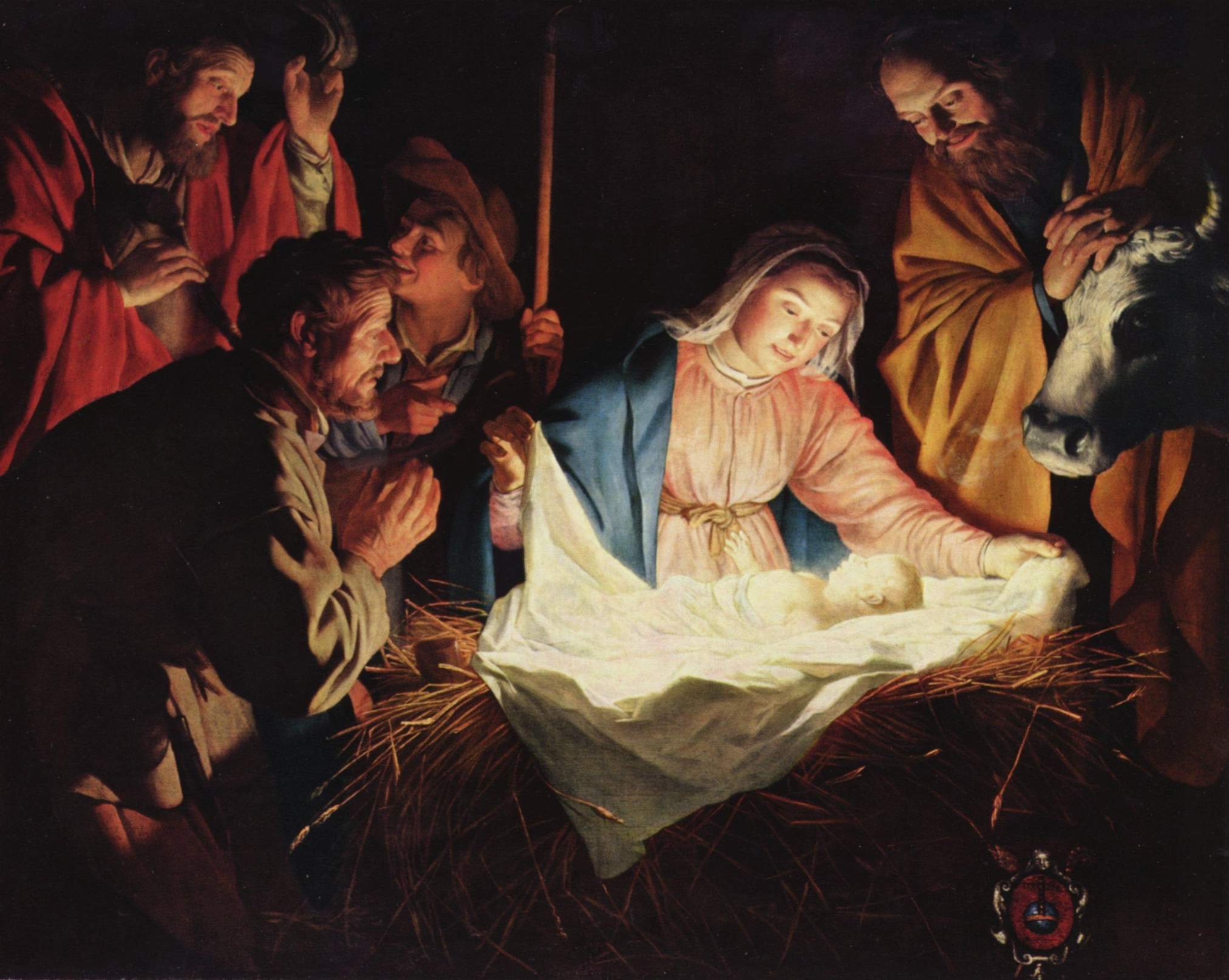
لوحة ميلاد يسوع، تظهر الطفل ومريم ويوسف والرعاة. بريشة هونثروست، 1622.

خلال الإصلاح البروتستانتي ظهرت حركة دعت إلى تدمير الصور الدينية فالبروتستانتية لم تحبذ التصوير، ادّى ذلك إلى نشوء نوع فن جديد في الكنيسة الكاثوليكية وهو فن الباروك والروكوكو.
نشطت خلال عصر النهضة حركة فن الرسم والنحت واحتكر الفاتيكان أغلب الفنانين: ليوناردو دافنشي، ميكيلانجيلو، رافائيل وغيرهم. كما إن أغلب التحف الفنية القائمة حتى اليوم في مختلف أنحاء أوروبا والتي تعود لعصر النهضة، يعود الفضل في بنائها لتشجيع بابوات ذلك العصر.
شهد عصر النهضة في العالم المسيحي الغربي زيادة في الأعمال الفنيّة العلمانية الضخمة، خلال عصر النهضة ظهرت عمارة النهضة والذي كان عصر انبعات للفنون الرومانية. كما وجلب الإصلاح البروتستانتي على يد مارتن لوثر في القرن السادس عشر تغييرات متطرفة على الهندسة المعمارية، ففي الكنائس البروتستانتية ازيلت التماثيل وشجعت على نمط معماري بسيط خالي من الزخرفة. فظهرت الفن والعمارة الباروكية والروكوكو في الكنيسة الكاثوليكية من خلال الإصلاح المضاد وانتشرت في جميع أنحاء إيطاليا وأجزاء أخرى من أوروبا. وقصد الفنيالباروكي أن يترك أثرًا دراميًا من خلال أعماله. والمبنى الباروكي النموذجي يتصف بالأشكال المنحنية والاستخدام المتقن والمعقد للأعمدة والمنحوتات واللوحات المزخرفة من أجل الزينة. وكان أهم المؤيدين لفنون الباروك الكنيسة الكاثوليكية وملوك أوروبا الكاثوليك خصوصًا من قبل آل هابسبورغ في النمسا وآل بوربون في فرنسا وإسبانيا، الذين أعتبروا حماة الكنيسة الكاثوليكية.

### العصور الحديثة

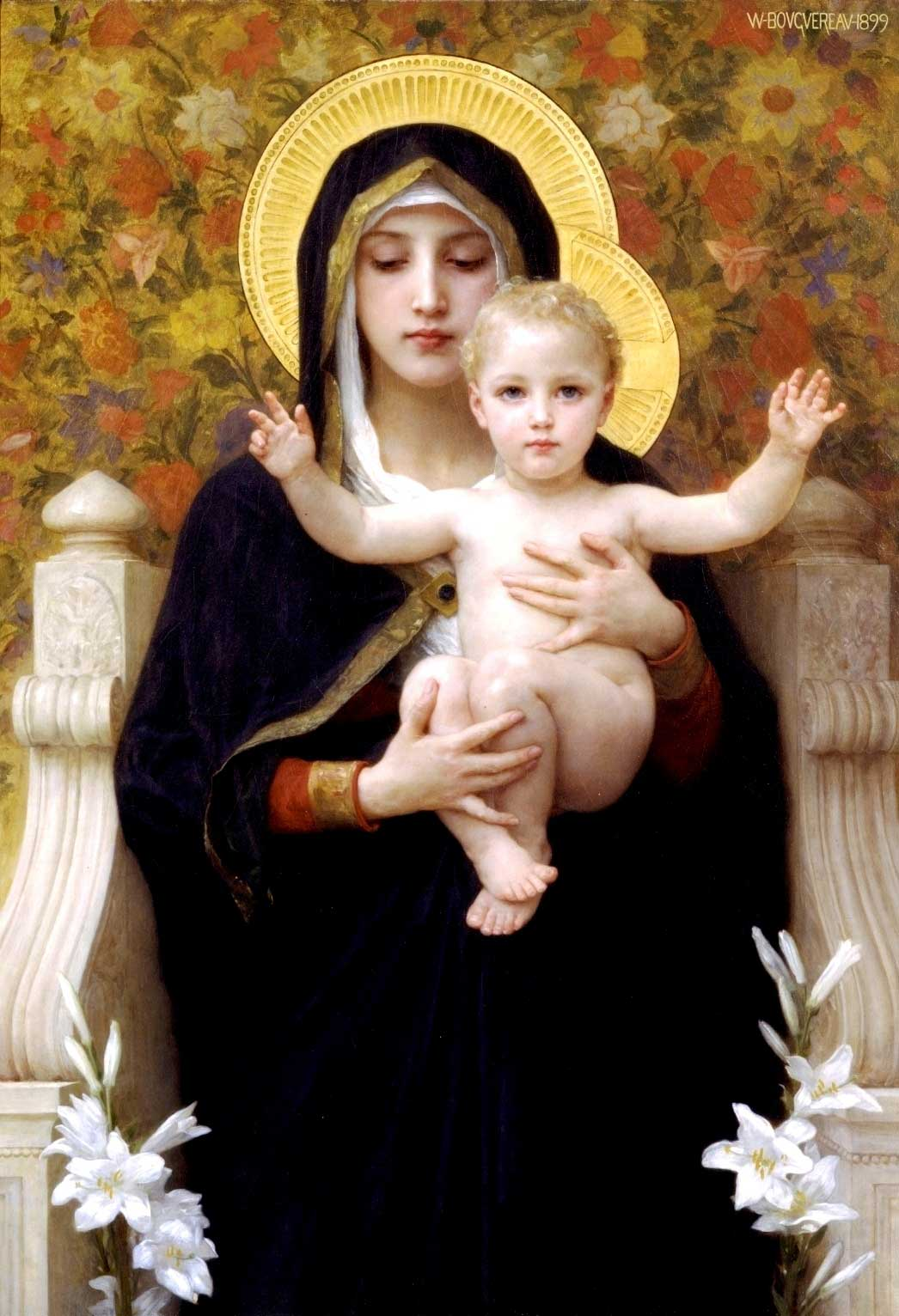
عذراء الزنابق، بريشة ويليام بوغيرو 1899.

نشأ فن علماني وعالمي في القرن 19 في أوروبا الغربية، والتالي بدأ جمع وتقدير الفن المسيحي القديم والوسيط وتقديره فنيًّا. وأستوحى العديد من الفنانين استوحى موضوعات لوحاته من العقيدة المسيحية أمثال ستانلي سبنسر وويليام بوغيرو وإدوار مانيه كما أنّ العديد من فناني العصر الحديث مثل إريك غيل، مارك شاغال، هنري ماتيس، جيكوب إبستين، إليزابيث فرينك وغراهام ساذرلاند أنتجوا أعمال معروفة من الفن المسيحي والكنائسي.

### فن العبادة الشعبي
منذ ظهور الطباعة، وقد تم بيع نسخ من أعمال دينية والتي تشكل عنصرًا رئيسيًا من الثقافة المسيحية الشعبية. في القرن التاسع عشر، شملت هذه الأعمال لرسامين أمثال ميخالي موناكسي. أدى اختراع المطبعة إلى تداول البطاقات المقدسة واسعة الانتشار. في العصر الحديث هناك الكثير من الشركات المتخصصة في الفن المسيحي التجاري.

### إعادة ميلاد الفنون الجميلة المسيحية
في الجزء الأخير من القرن العشرين والجزء الأول من القرن الواحد والعشرين شهد جهود مركزّة من قبل فنانين الذين يدعون الإيمان بالمسيح إلى إعادة تأسيس الفن مع الموضوعات التي تدور حول الإيمان، المسيح، الله، الكنيسة، الكتاب المقدس وغيرها من المواضيع المسيحية الكلاسيكية والتي استحقت الاحترام من قبل العالم الفني العلماني. بعض الكتّاب مثل جريجوري وولف اعتبر هذا الانبعاث كجزء من نهضة أكبر من الإنسانية المسيحية. كان لفنانون مثل ماكوتو فوجيمورا تأثير كبير سواء في الفنون المقدسة والعلمانية. وتشمل القائمة فنانين مرموقين آخرين أمثال لاري الكسندر دال وجون سوانسون أغسطس.

## أعمال فنية غربية مرتبطة بالمسيحية
أغلب الأعمال الفنية الكبرى في الحضارة الغربية من مختلف الأصعدة كانت مرتبطة بالمسيحية، فالقسم الأكبر منها مأخوذ من الكتاب المقدس أو يمثل مقاطعًا وأحداثًا منه؛ ومن ابرز هذه الأعمال بيتتا، سقف كنيسة سيستينا، منحوتة قبر يوليوس الثاني وتمثال داوود لميكيلانجيلو، عذراء الصخور والعشاء الأخير لليوناردو دا فينشي ونافورة تريفي التي بنيت بطلب البابا أوربان الثامن وغيرها.

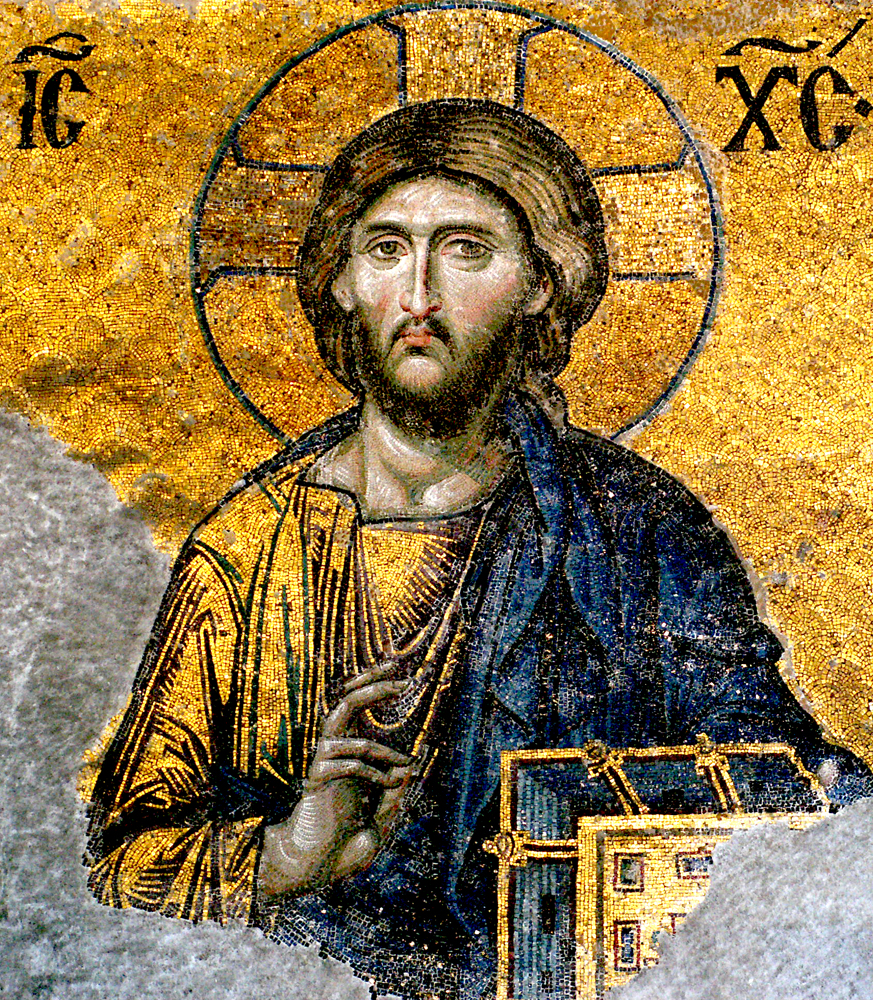
أيقونة فسيفسائية شرقية ليسوع المسيح.
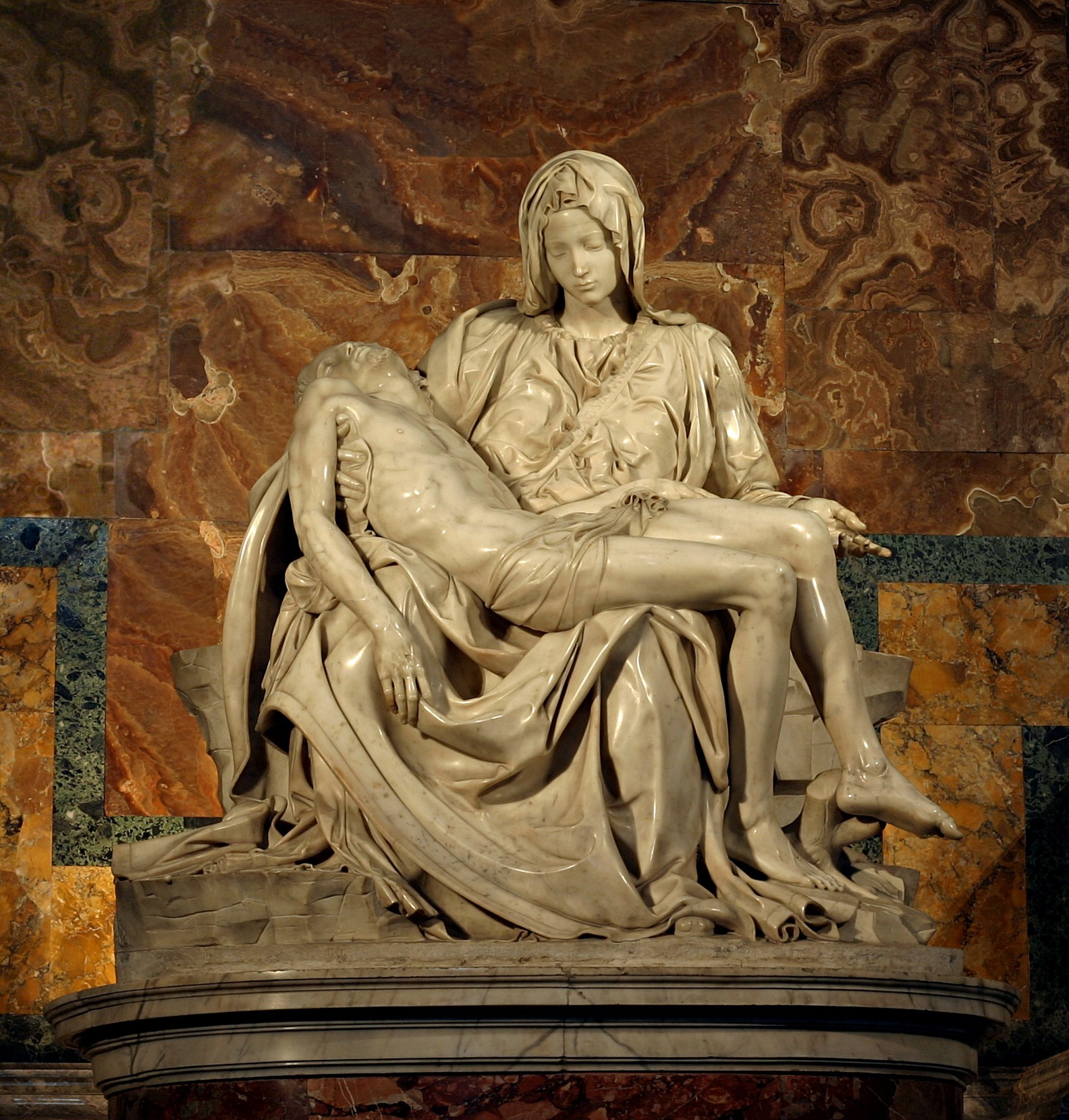
منحوتة بيتتا لميكيلانجيلو.
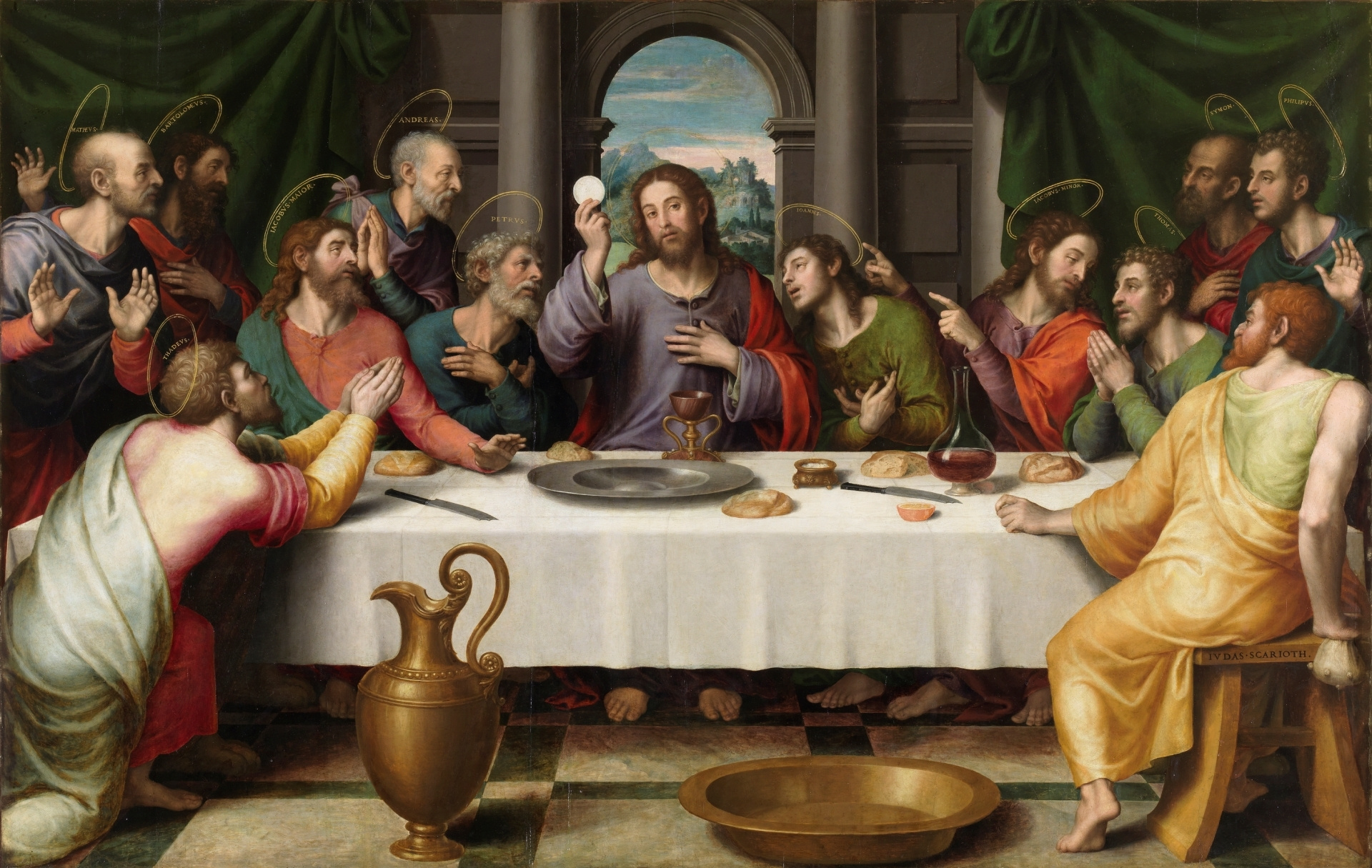
العشاء الأخير، بريشة فنشنست جوان ماسيب.
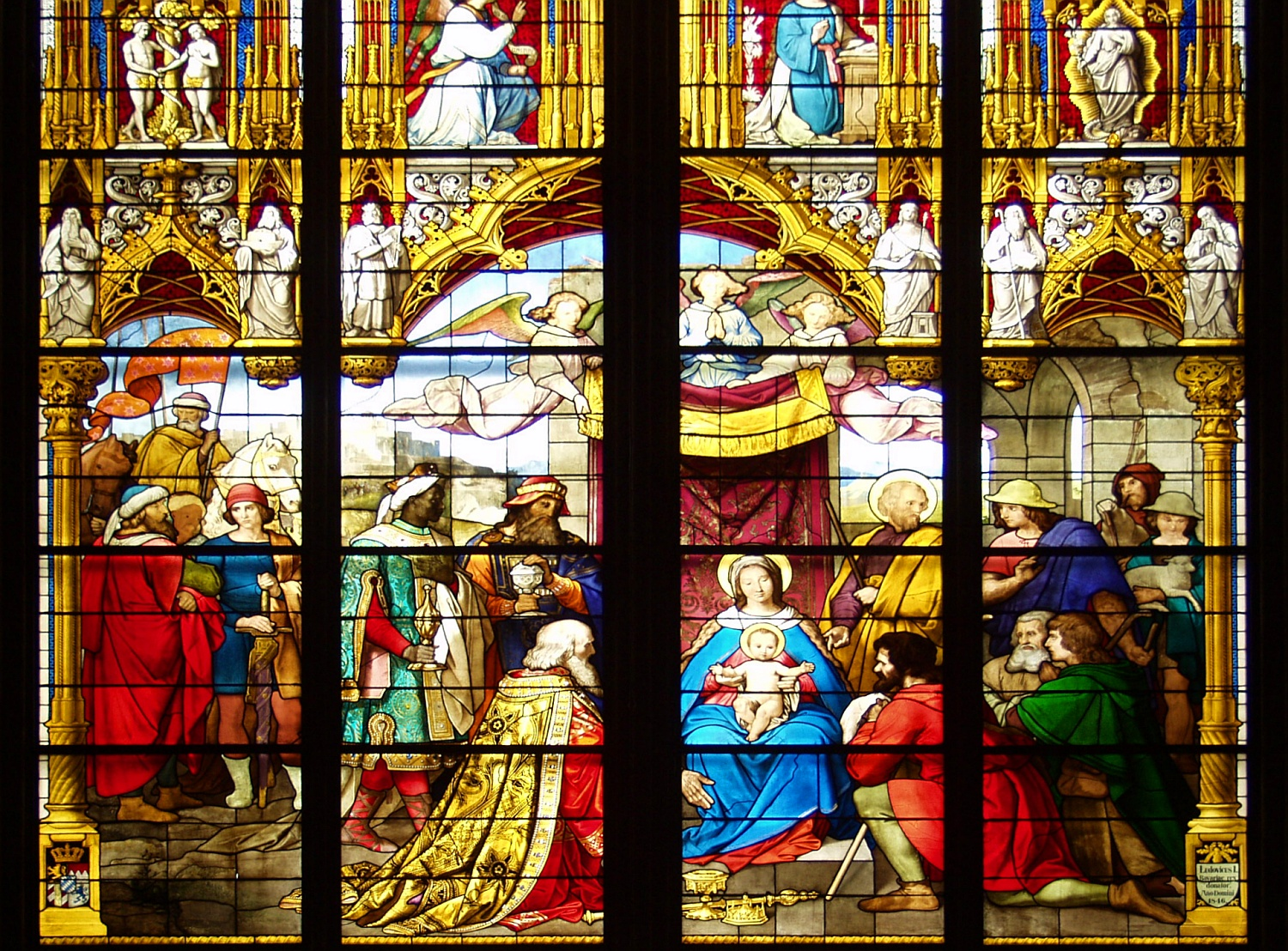
رسم على زجاج ملون يُظهر قصة ميلاد يسوع في كاتدرائية كولونيا.
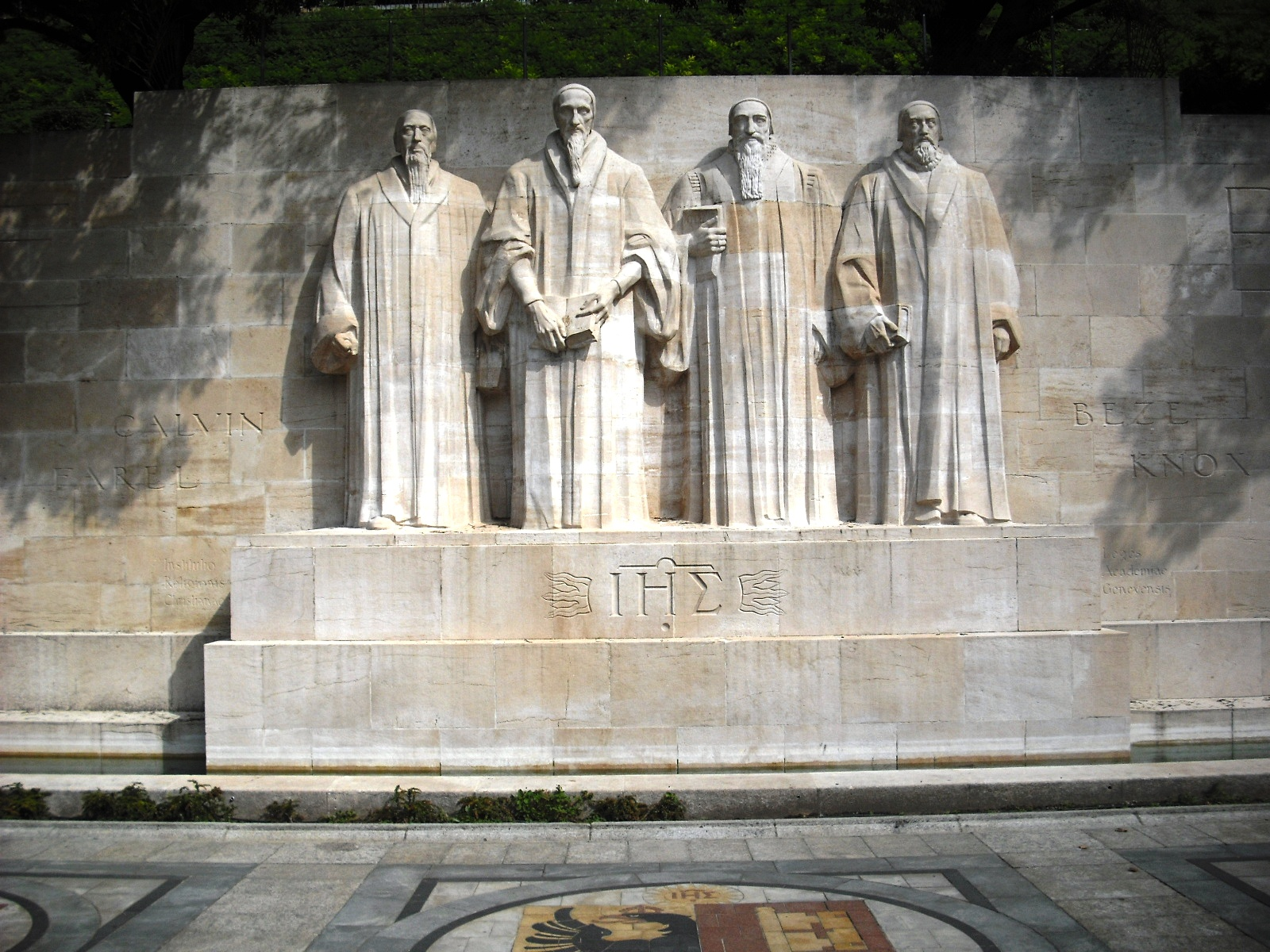
حائط المصلحون البروتستانت في جينيف، سويسرا.
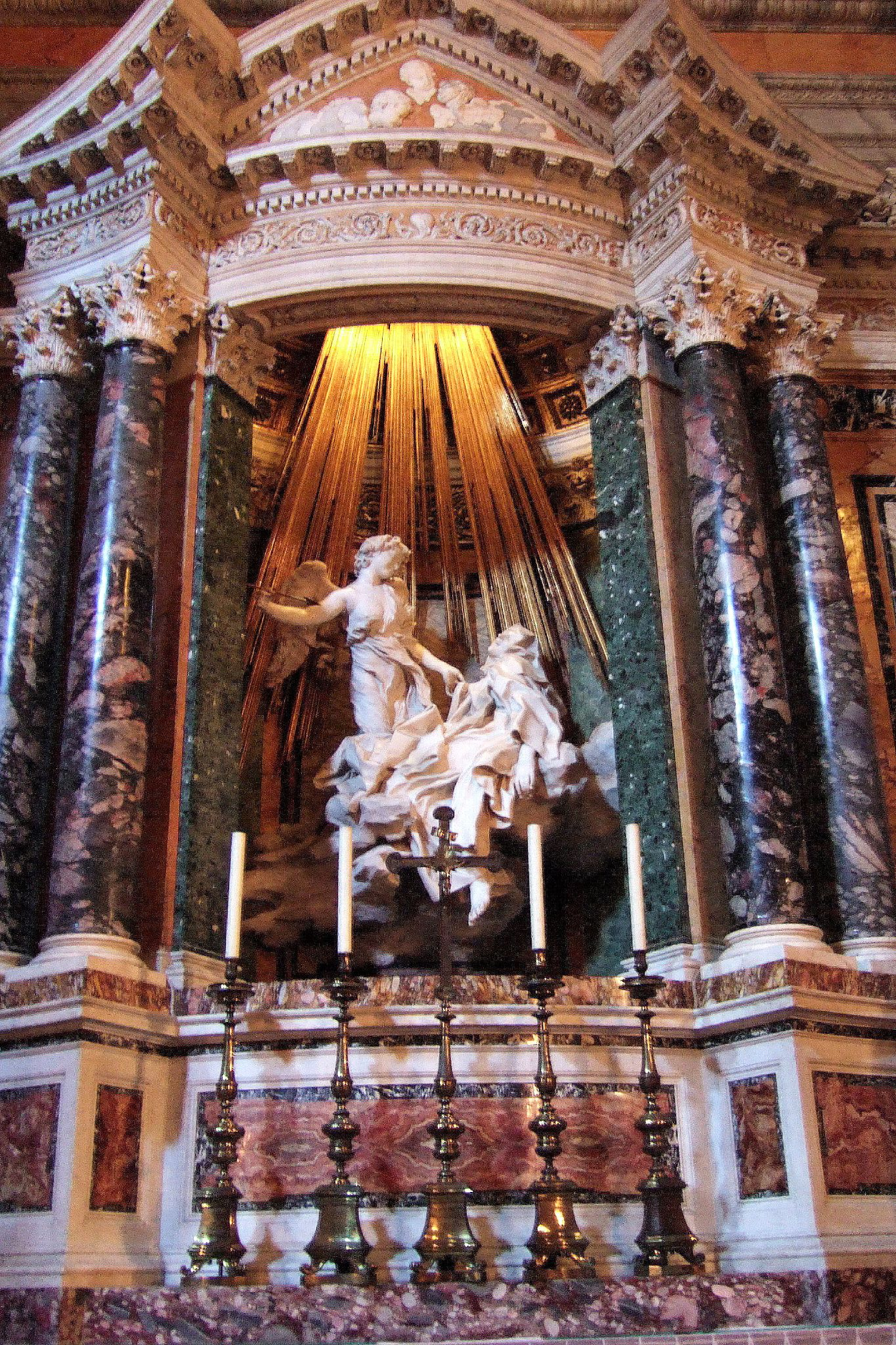
منحوتة القديسة تريزيا لجان لورينزو برنيني.
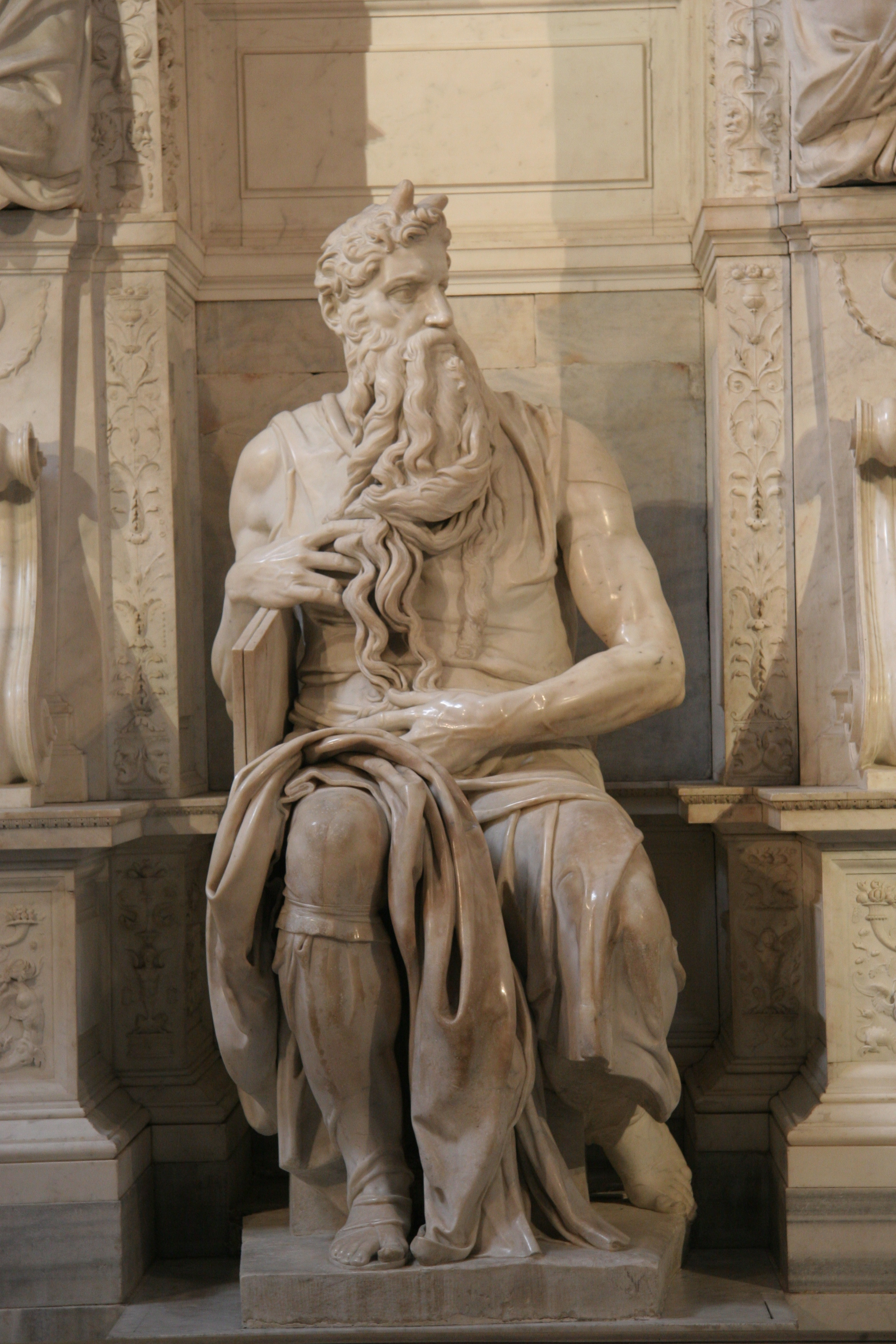
موسى ضمن منحوتة قبر يوليوس الثاني.
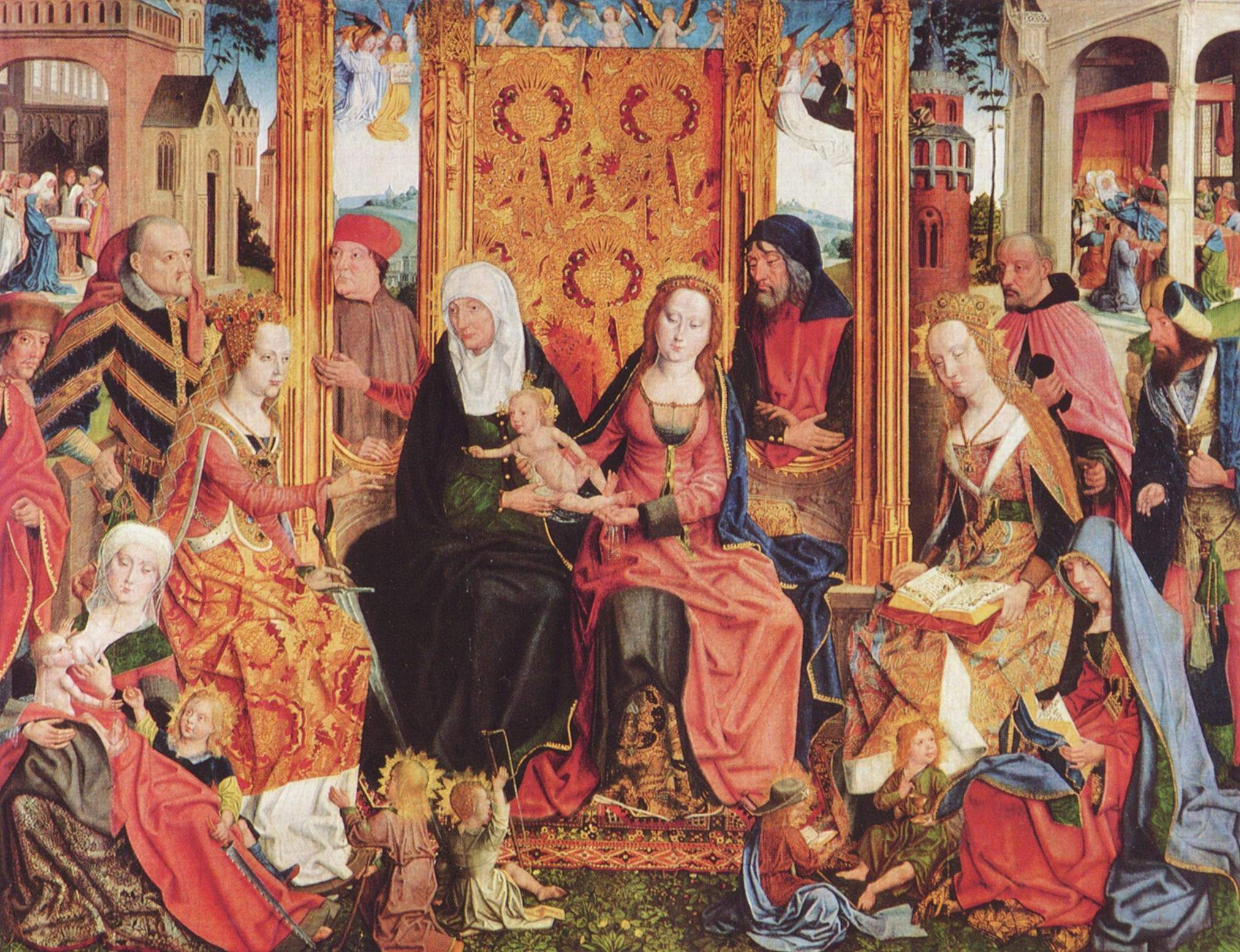
القرابة المقدسة، لوحة ألمانية.
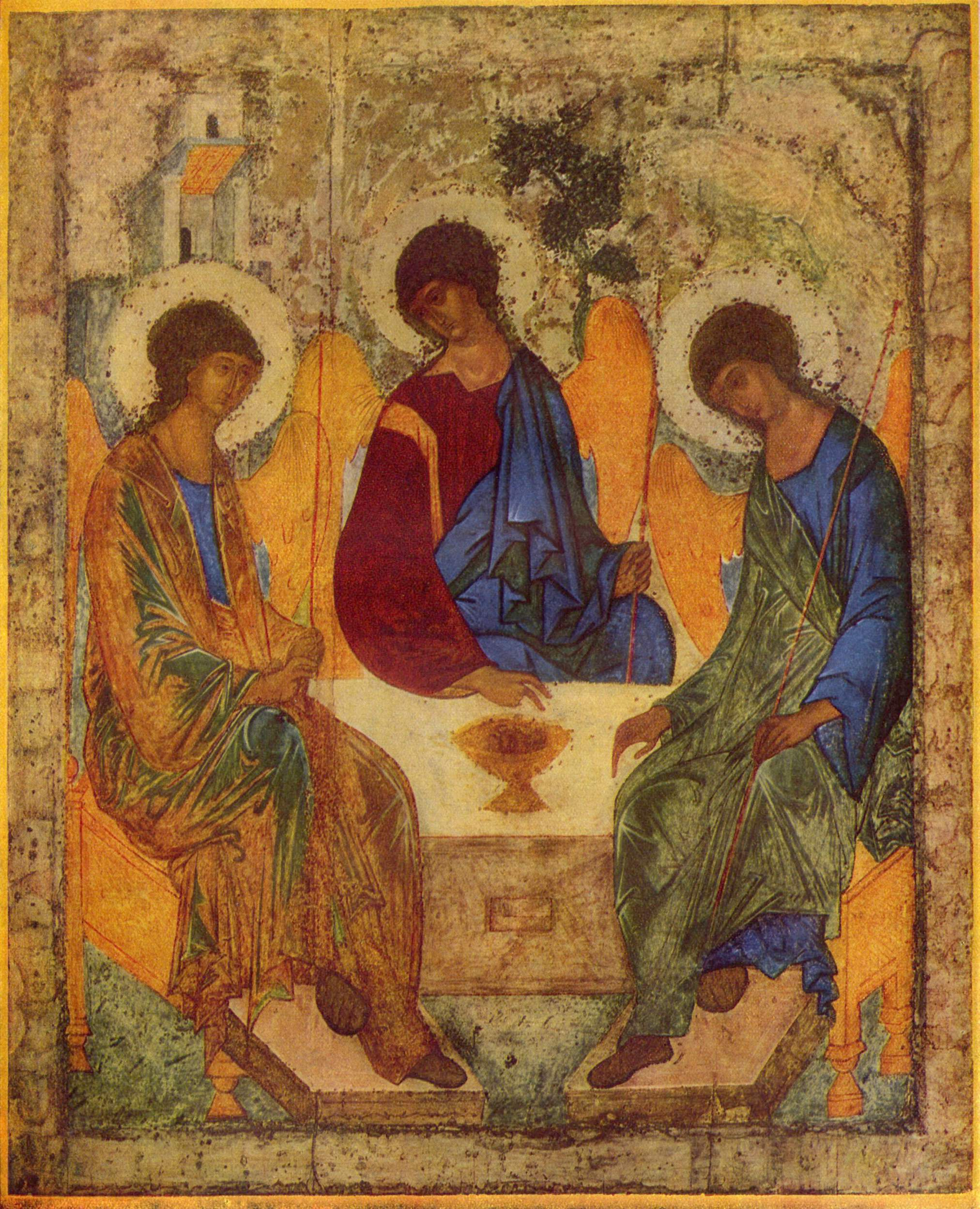
أيقونة الثالوث المقدس، بريشة أندريا روبلوف.
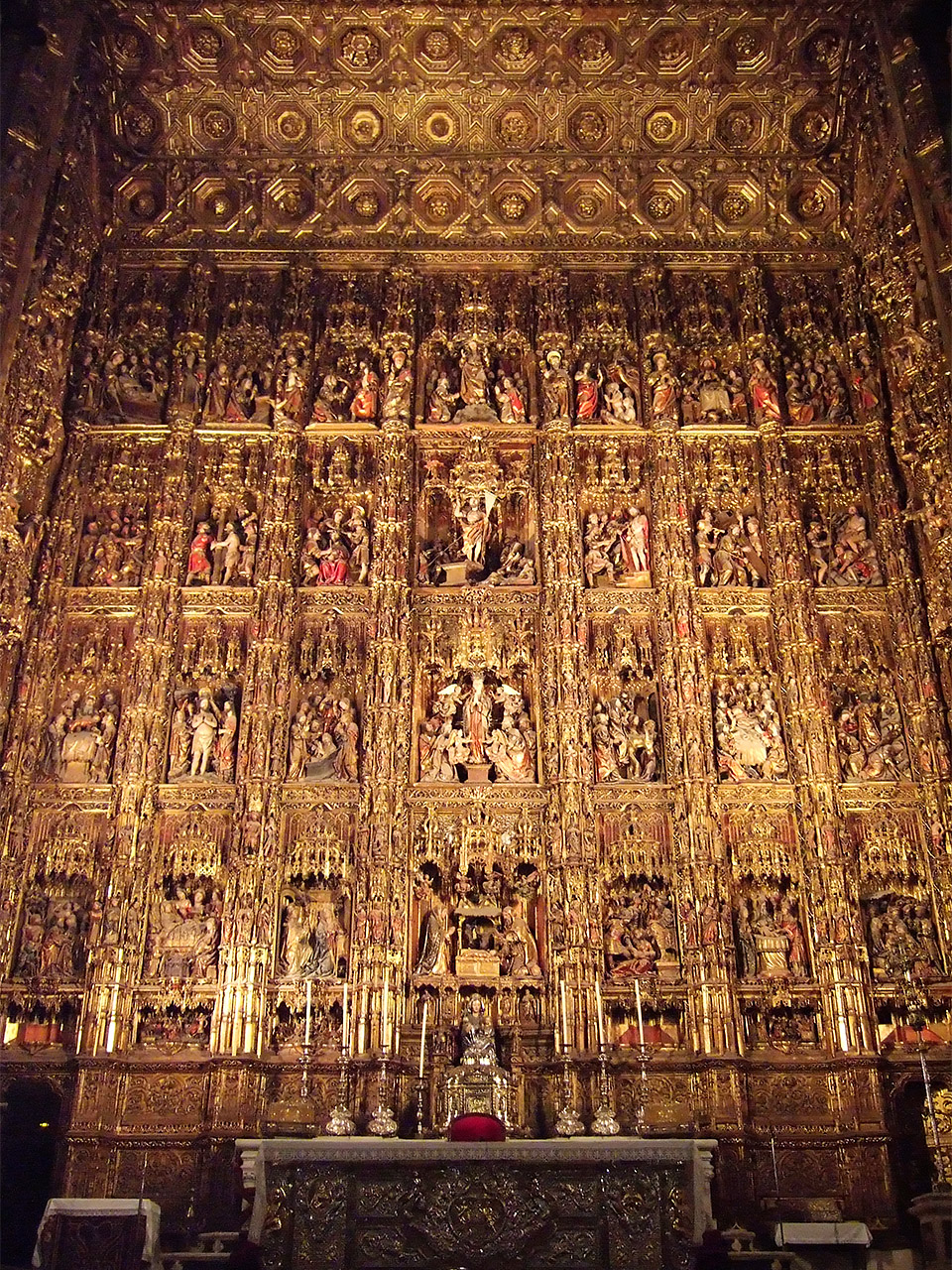
مذبح كاتدرائية إشبيلية، إسبانيا.